# Bag det stille ydre
Bag det stille ydre er en dansk film fra 2005, instrueret af Martin Schmidt og med manuskript af Dennis Jürgensen.

## Medvirkende
Blandt de medvirkende kan nævnes:
- Jacob Cedergren
- Dejan Cukic
- Andrea Vagn Jensen
- Lykke Sand Michelsen
- Laura Christensen
- Zlatko Buric
- Thure Lindhardt
- Jens Okking
- Daniel Faber Therms
- Christina Faber Therms
- Morten Suurballe